# 泉幸歩
泉 幸歩（いずみ ゆきほ、1997年11月17日 - ）は、大阪府高石市出身のハンドボール選手。日本ハンドボールリーグの大阪ラヴィッツ所属。

## 経歴
2016年に新チームの大阪ラヴィッツへ加入。
2018年11月には日本代表の強化合宿に初招集された。
2019年5月に日本代表の強化合宿に招集。

## 詳細情報

### 年度別成績
| 年       | チーム         | 試合 | FS 阻止 | 率   | 7m 阻止 | 率   |
| -------- | -------------- | ---- | ------- | ---- | ------- | ---- |
| 2017-18  | 大阪ラヴィッツ | 24   | 115/332 | .346 | 8/45    | .178 |
| 2018-19  | 大阪ラヴィッツ | 24   | 56/132  | .424 | 11/44   | .250 |
| JHL：2年 | JHL：2年       | 48   | 171/464 | .369 | 19/89   | .213 |

- 各年度の太字はリーグ最高

### 記録

#### 日本ハンドボールリーグ
- フィールドシュート初セーブ：2017年8月26日、対HC名古屋戦（ウィングアリーナ刈谷）[5]
- 7mスロー初セーブ：2017年9月10日、対三重バイオレットアイリス戦（アルビス小杉総合体育センター）[6]

### 背番号
- 1 (2017年 - )